# Wat Pho
Le Wat Pho (thaï วัดโพธิ์, wát pʰoː), ou Wat Phra Chettuphon (temple du Bouddha couché), est un des plus grands et des plus anciens temples bouddhistes de Bangkok.

## Description
D'une superficie de huit hectares, il est situé à l'est de la Chao Phraya, immédiatement au sud du Palais royal (Bangkok) dans le quartier de Phra Nakhon.
Il abrite un grand Bouddha couché (พระพุทธไสยาสน์), auquel il doit son nom officiel, Wat Phra Chettuphon Wimon Mangkhalaram Ratchaworamahawihan (วัดพระเชตุพนวิมลมังคลารามราชวรมหาวิหาร, wát pʰráʔ tɕʰêttupʰon wíʔmon maŋkʰalaːraːm râːttɕʰawɔːráʔmahǎːwíʔhǎːn). Cette statue représente Bouddha sur son lit de mort, sur le point d'accéder au parinirvâna. Elle fait 46 mètres de long et 15 mètres de haut. Ses pieds sont incrustés de nacre représentant les 108 états de Bouddha.

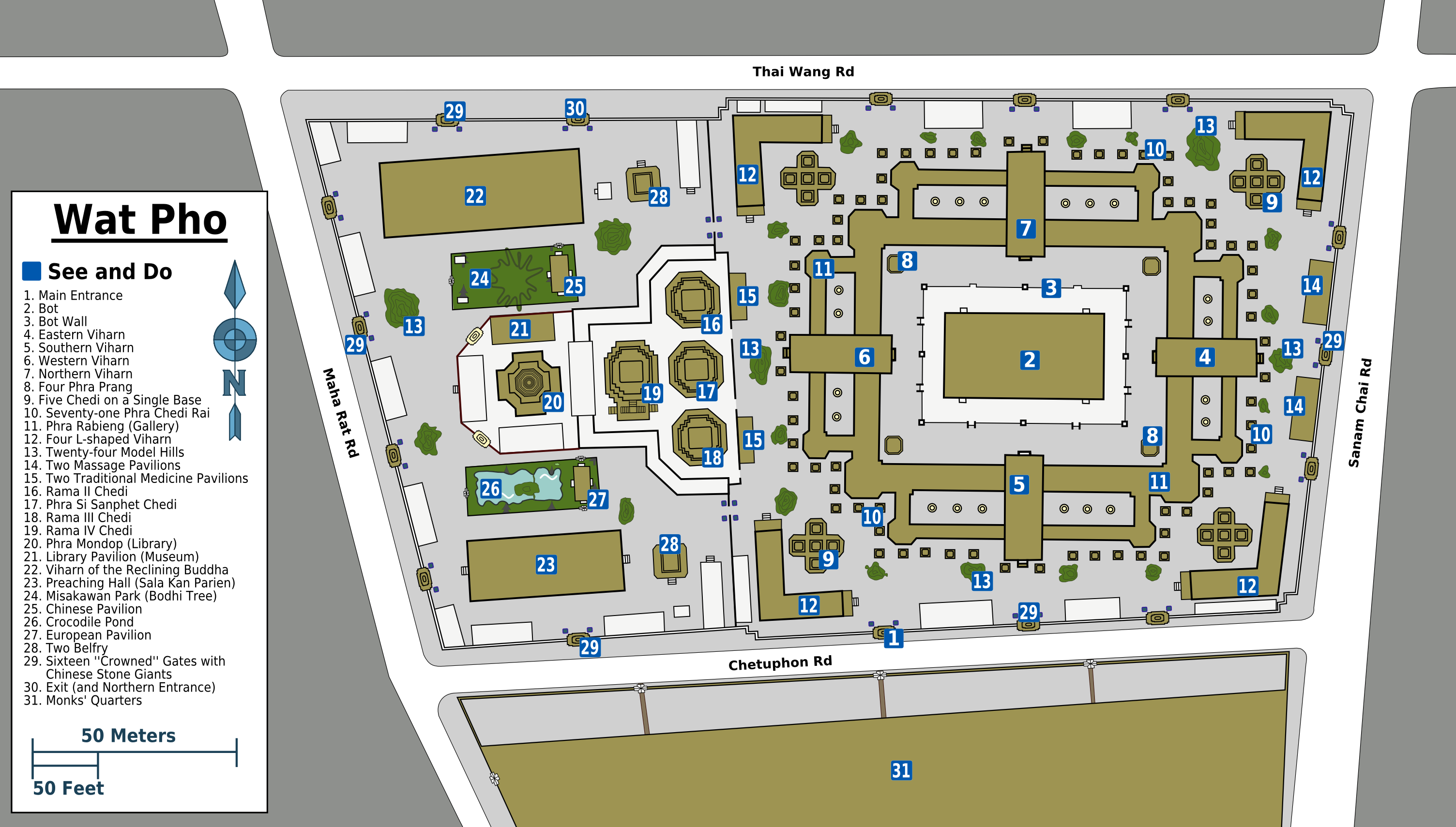
Plan de Wat Pho

## Massage Thaï

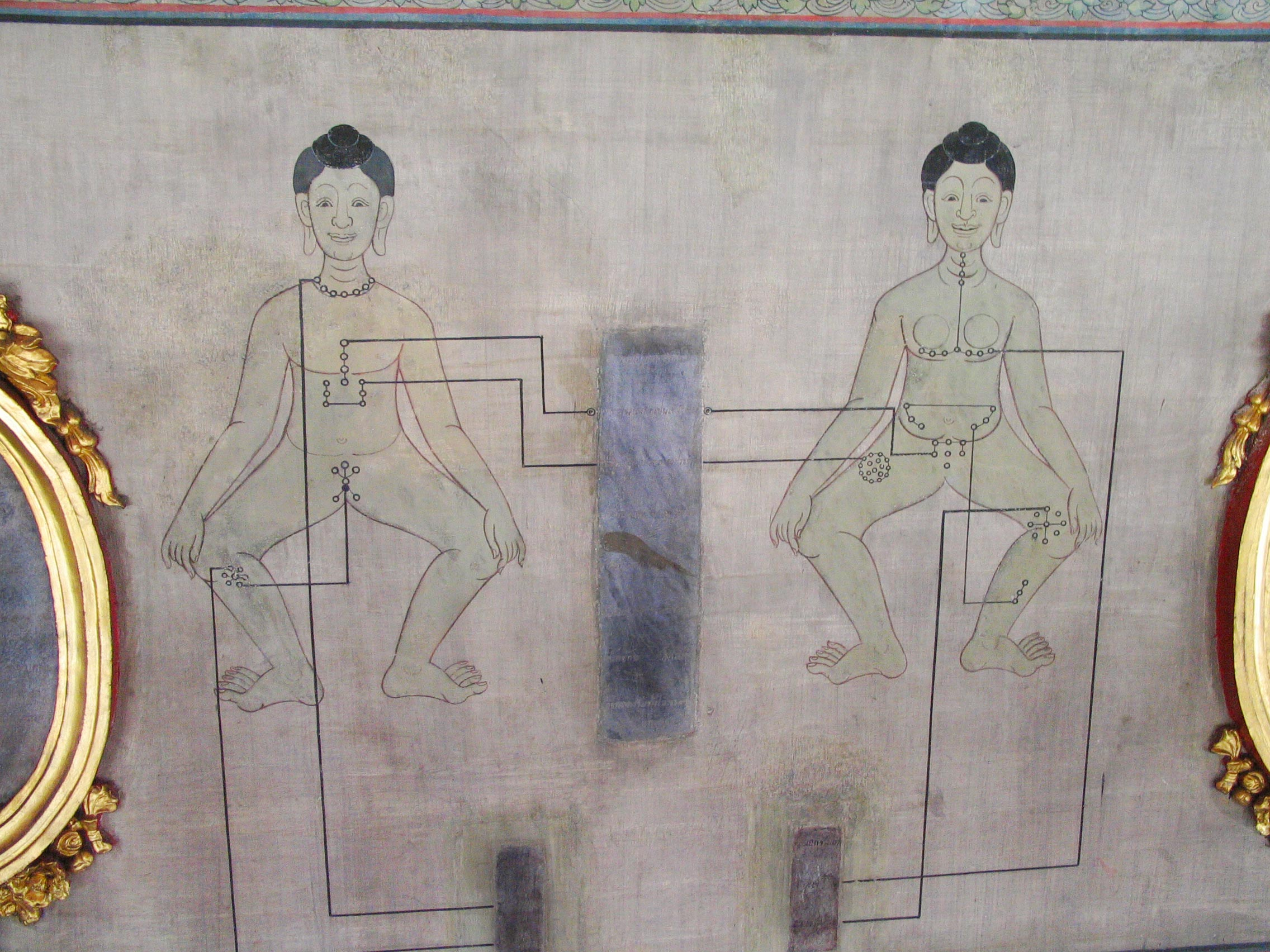
Dessins sur les murs du pavillon de l'école de massage et de médecine traditionnelle

Le Wat Pho est également connu comme un centre d'enseignement du massage thaï traditionnel. Depuis 1962, il héberge une école de massage et de médecine traditionnelle réputée. Cette école a formé plus de 200 000 massothérapeutes (de 1962 à 2019) dont  environ 40 % d'étrangers.

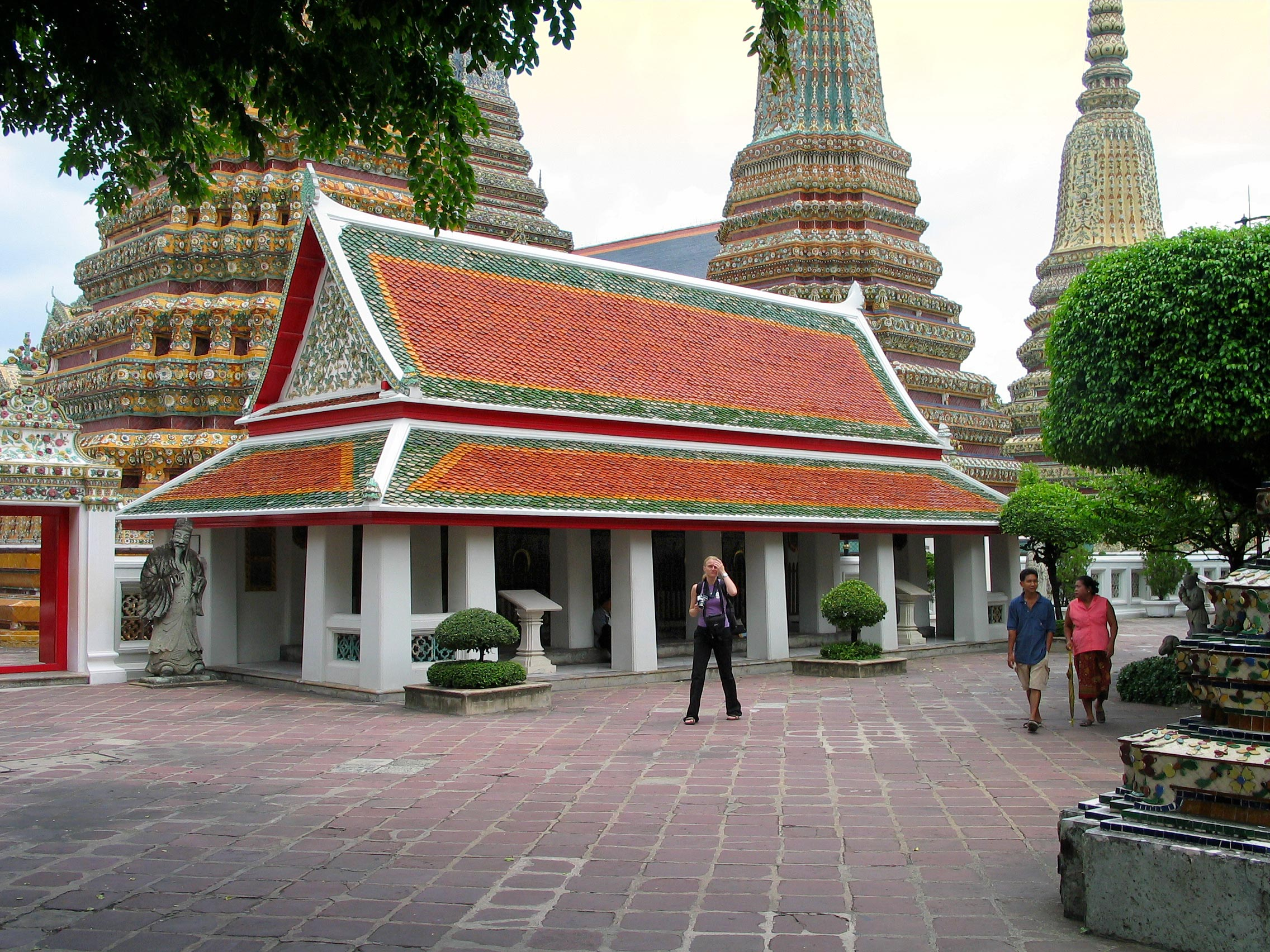
Pavillon de l'école de massage et de médecine traditionnelle

## Histoire
La construction du temple actuel a débuté en 1788, sur le site d'un temple plus ancien, le Wat Phodharam. Il a ensuite été agrandi et profondément restauré , sous le règne de Rama III (1824-1851). Il a été restauré à nouveau en 1982.

## Galerie

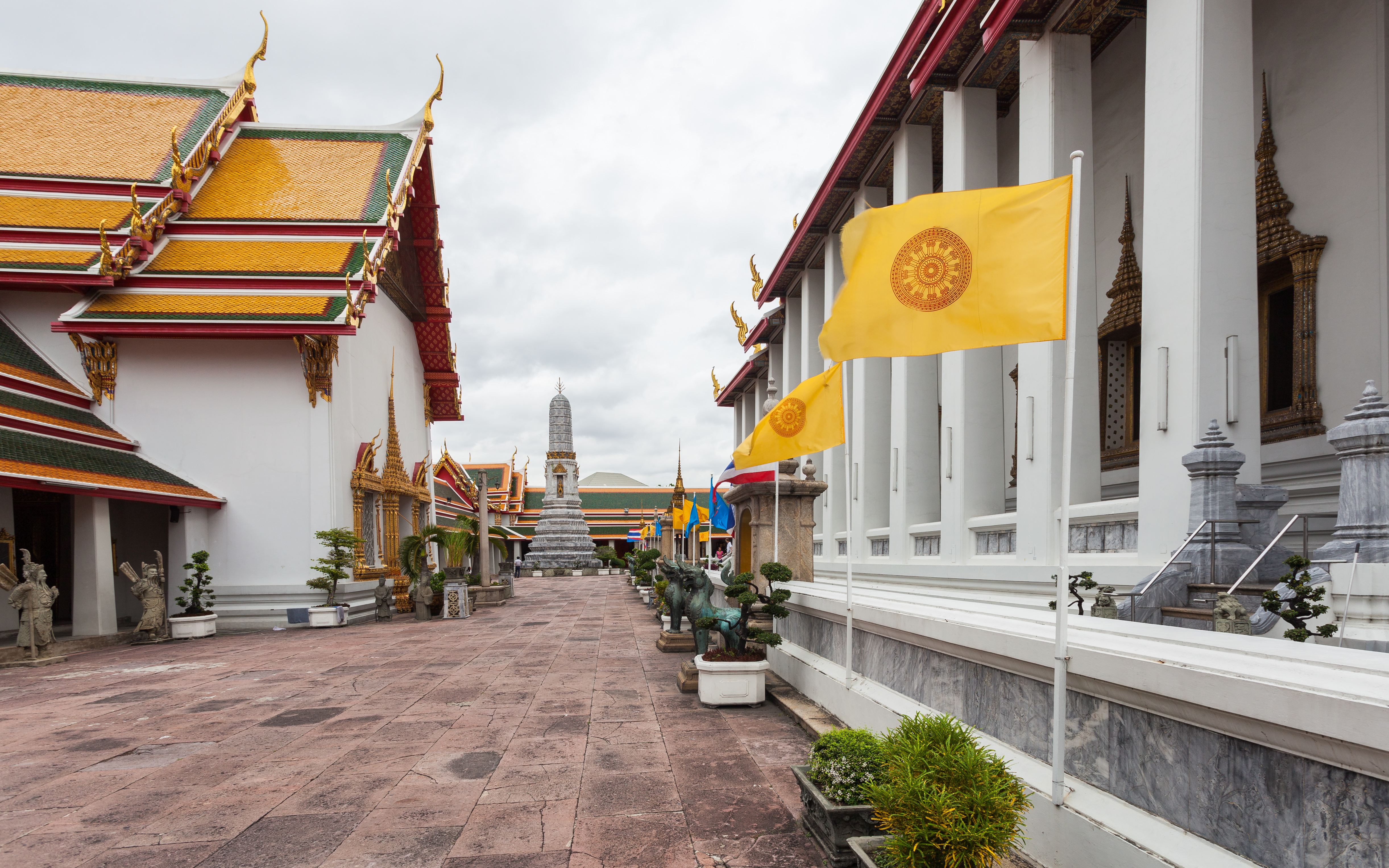
Stûpas dans l'enceinte du Wat Pho
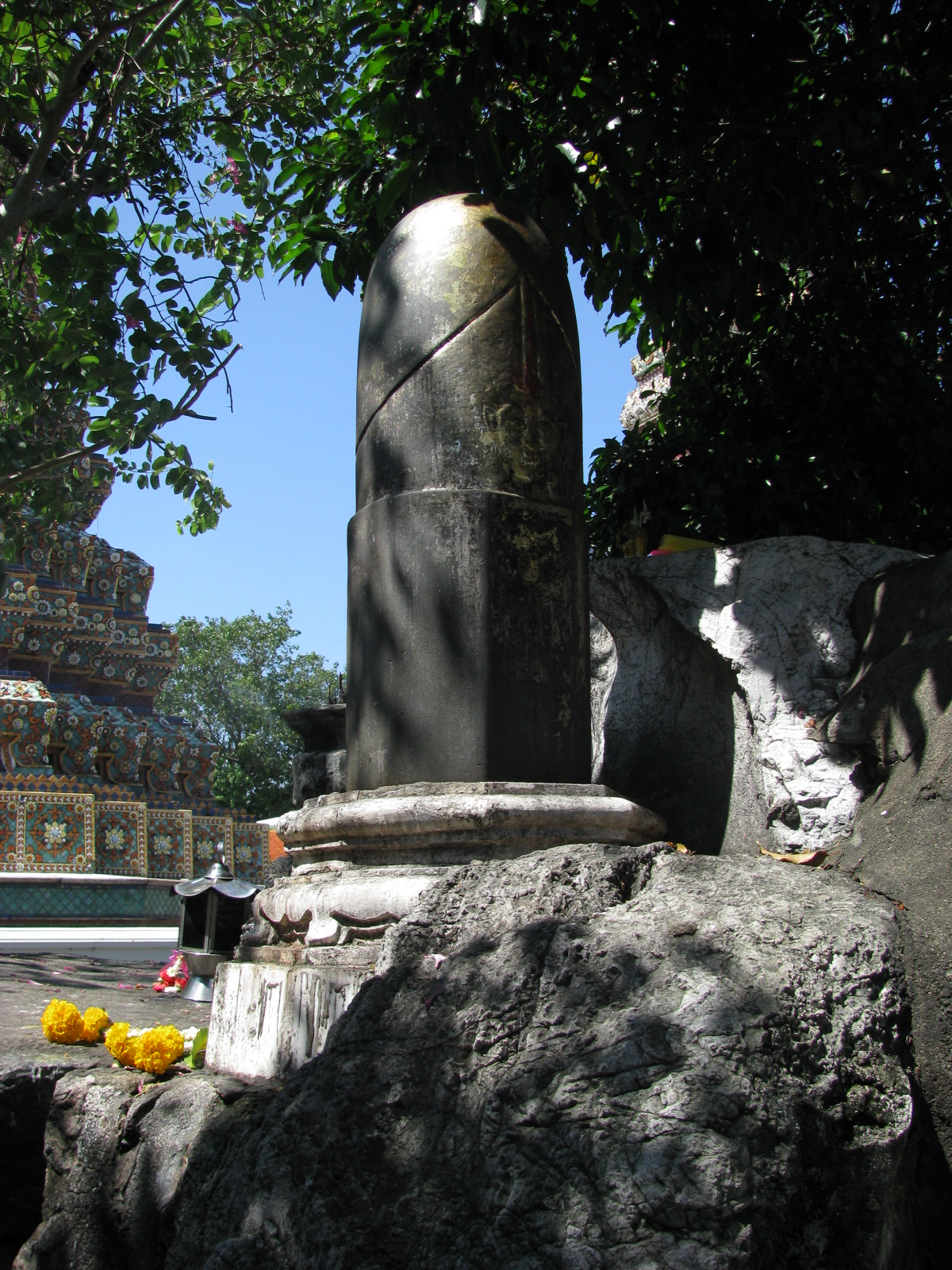
Lingam dans l'enceinte du Wat Pho
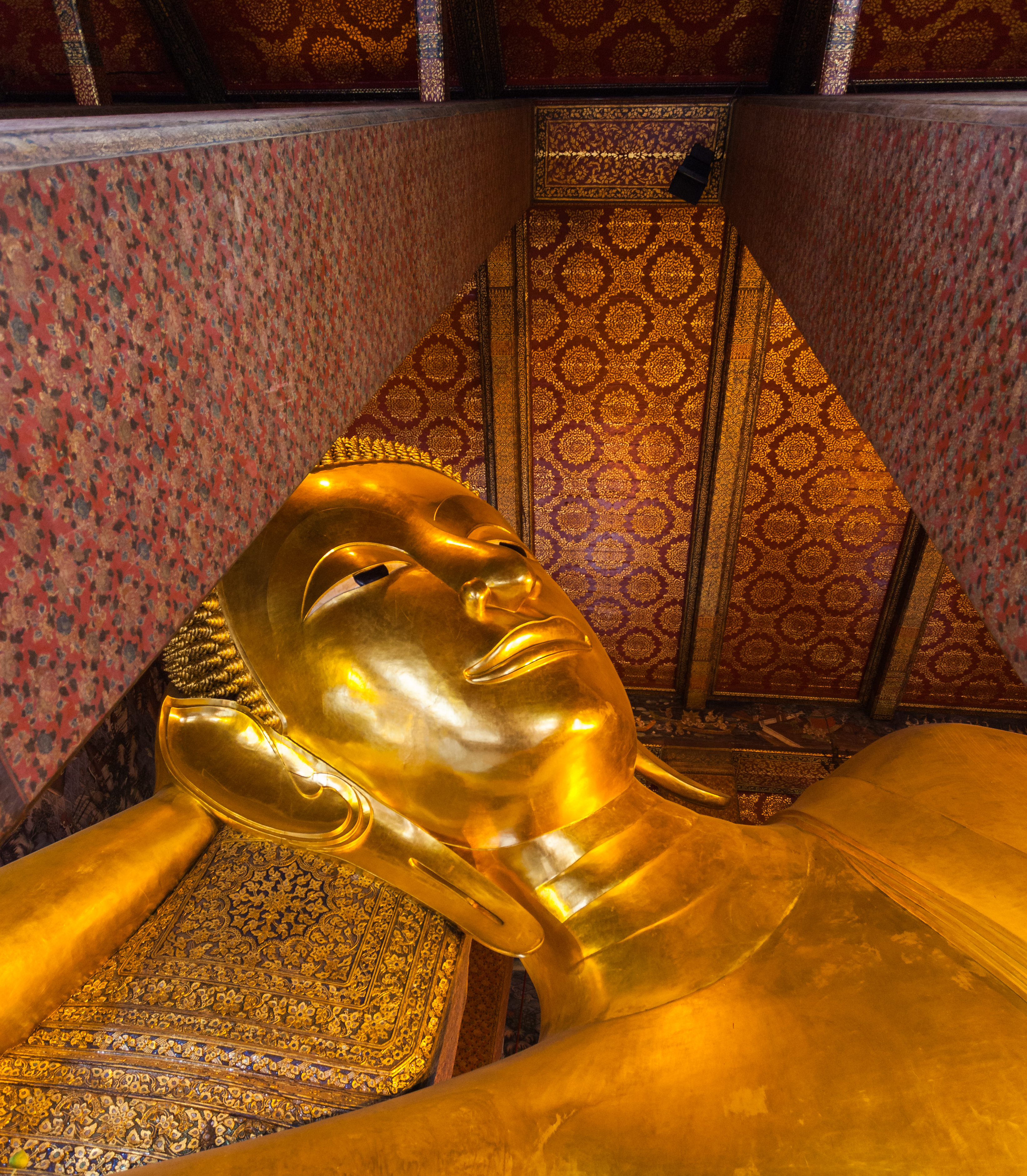
Détail du Bouddha couché
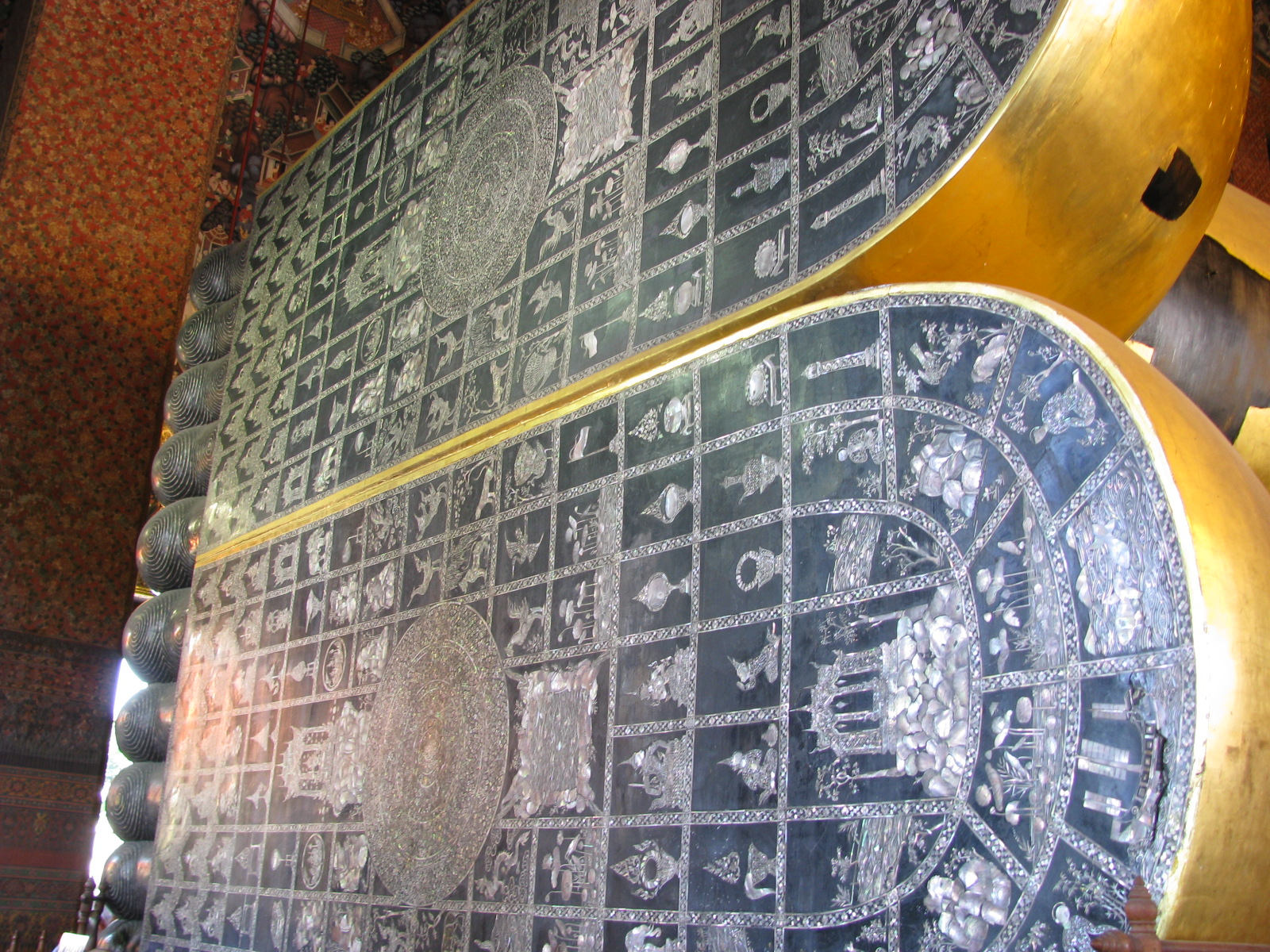
Les 108 états de Bouddha sur la plante des pieds de la statue
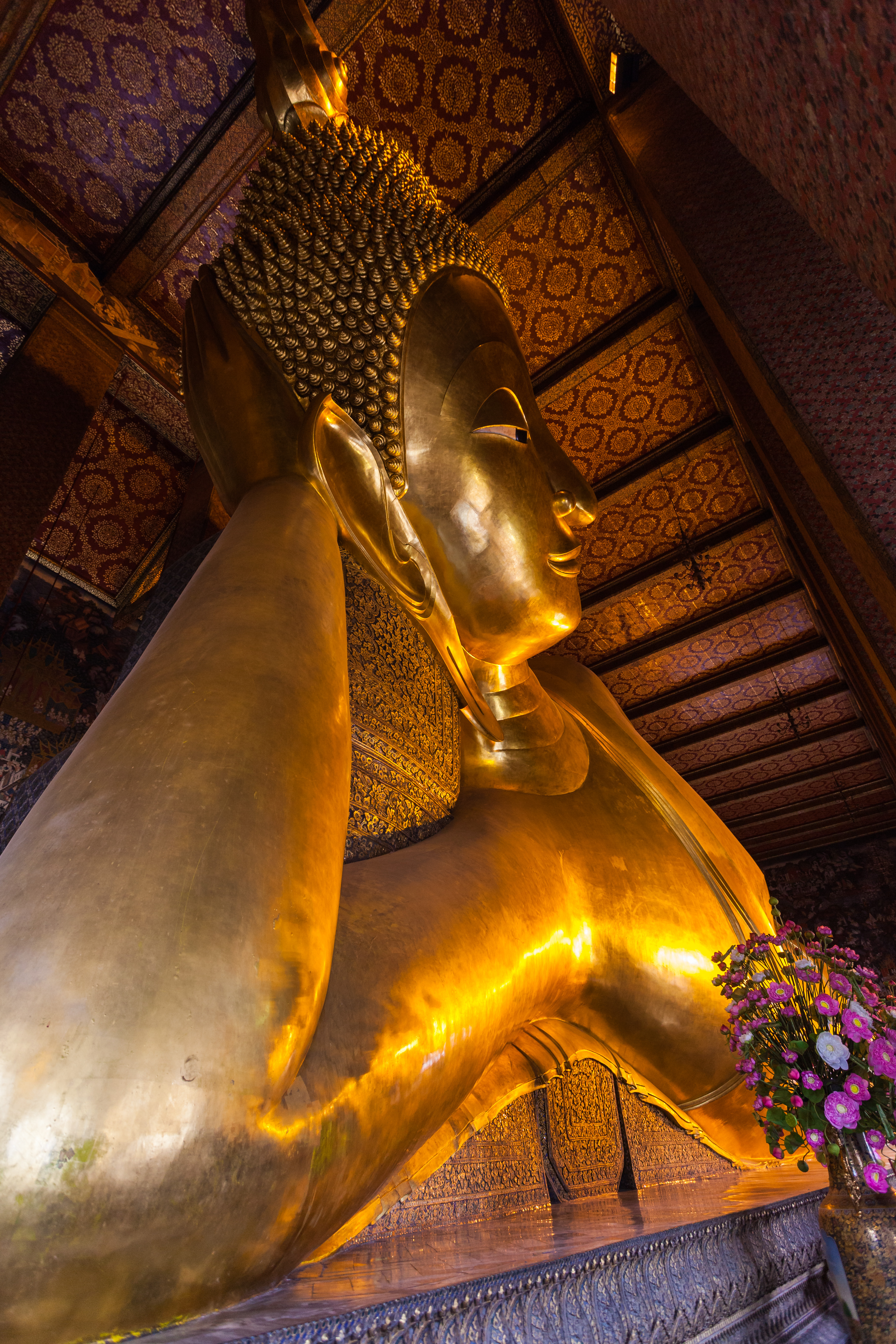
Vue du Bouddha couché du Wat Pho (2013)
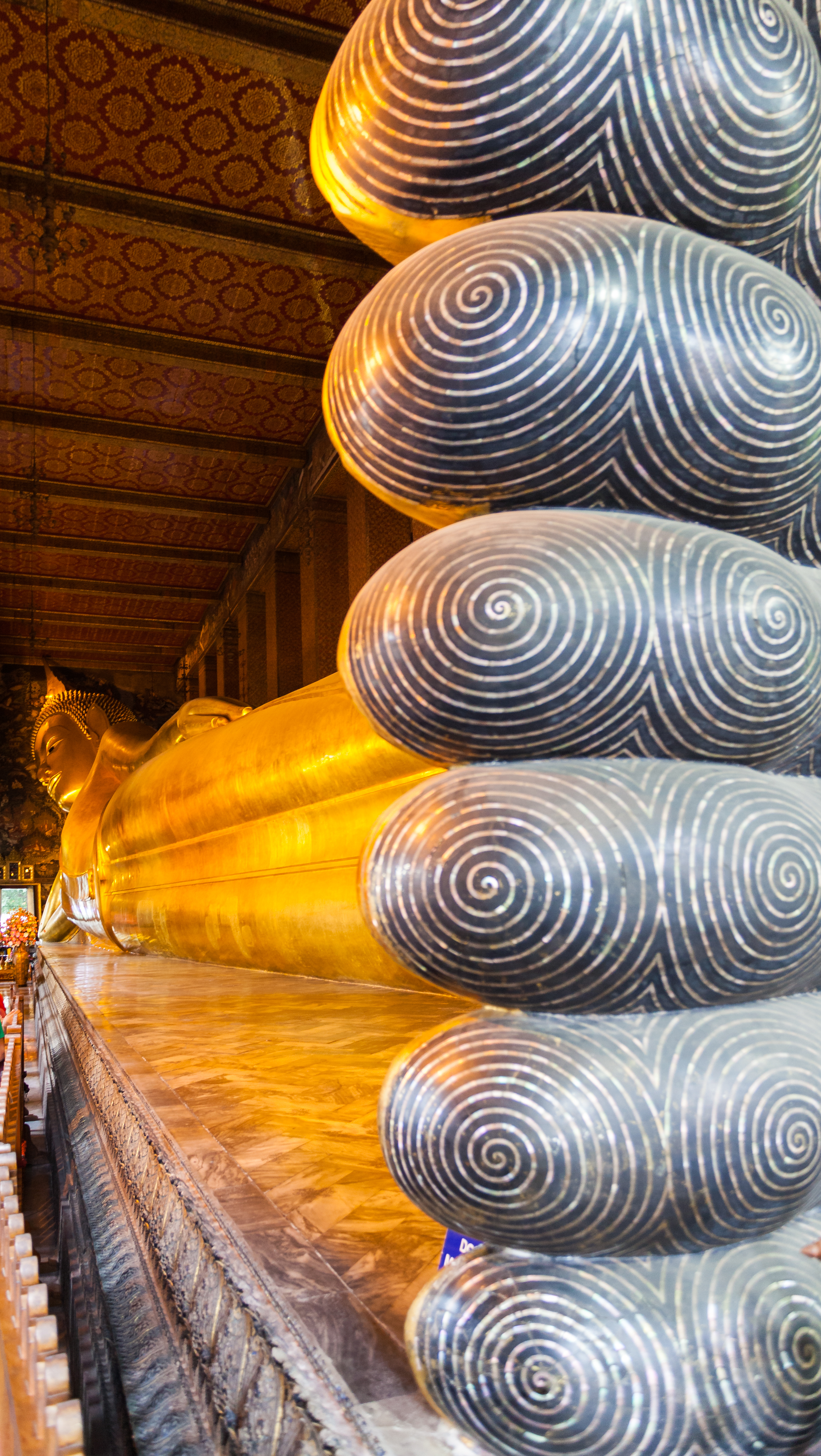
Bouddha couché
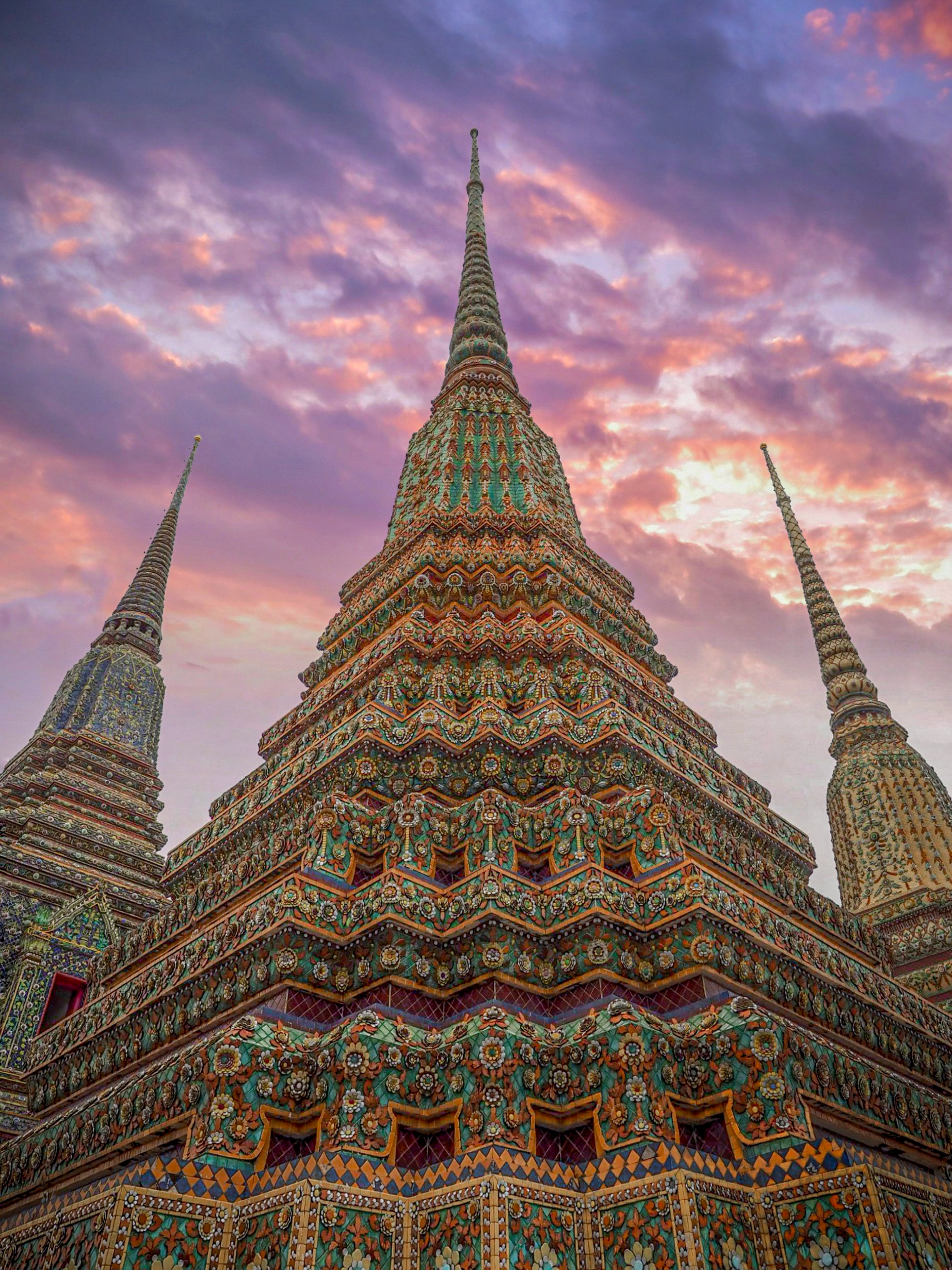
Tourelles pointues du Wat Pho. Aout 2019.
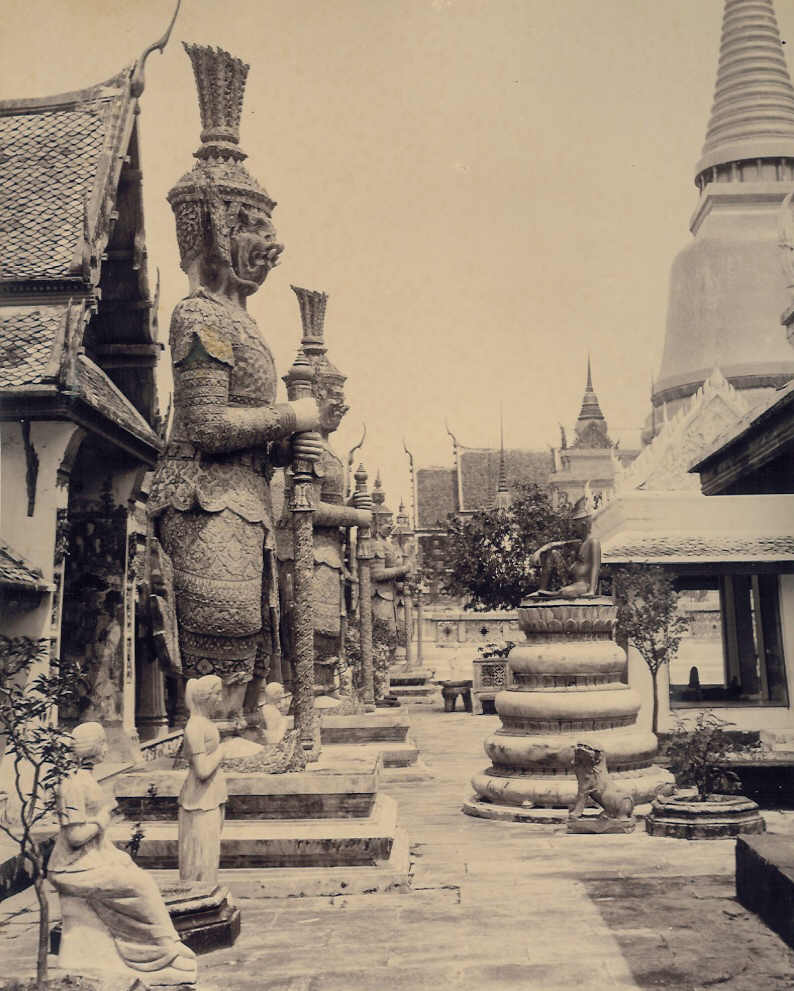
Photographie du temple apr Francis Chit.